# Almudàfar
Almudàfar (castellà: Almudáfar) és un llogaret del municipi d'Ossó de Cinca, a la província d'Osca, situat a la vora esquerra del Cinca, tocant al terme de Saidí, al límit actual entre el català i el castellà. Va pertànyer al bisbat de Lleida fins al 1995, quan passà al de Barbastre-Montsó.